# アイ・ハヌム
アイ・ハヌム（Ai-Khanoum, Ay Khanum）は、アフガニスタン北部のタハール州にあったギリシャ人による古代都市で、アレクサンドロス3世による征服後の紀元前4世紀に作られたグレコ・バクトリア王国の主要都市。アレクサンドリア・オクシアナ (Alexandria on the Oxus) に比定され、後のエウクラティディア (Eucratidia) の可能性もある。"Ai-Khanoum" という名称はウズベク語で「月の婦人」の意。オクサス（Oxus、現在のアムダリヤ川）とコクチャ川が合流する地点にあり、インド亜大陸への玄関口だった。アイ・ハヌムは約2世紀に渡り東洋におけるヘレニズム文化の中心地だったが、エウクラティデス1世の死後間もない紀元前145年ごろ遊牧民月氏の侵入によって壊滅した。
その遺跡は、1961年に当時のアフガニスタン国王ザーヒル・シャーが、狩猟をしていた際に偶然村人から石灰岩製のギリシャ的な彫刻を持つ柱頭を見せられたことを契機に発見された。1964年から1978年までポール・ベルナール率いるアフガニスタン考古学フランス調査団が発掘し、ロシアの科学者も発掘を行っている。アフガニスタン紛争によって発掘は中断し、その地は戦場となってしまい、ほとんど原形をとどめていない。

## 立地条件

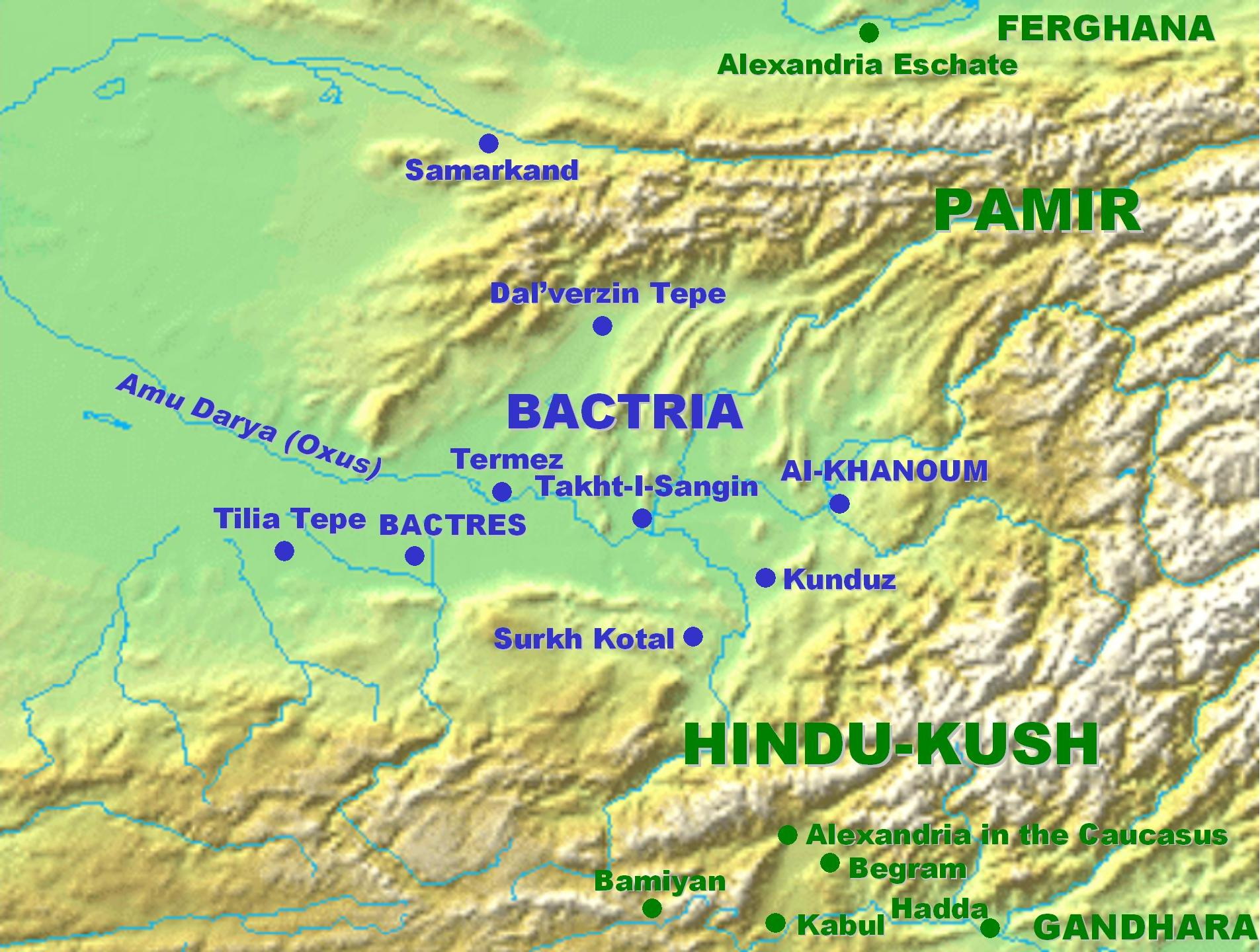
アイ・ハヌムはバクトリアの東端にあった。

この地に都市を築いた理由はいくつか考えられる。大きな川のほとりにあるため、農業用の灌漑水に事欠かなかった。アイ・ハヌムからヒンドゥークシュ山脈に向かう地域は鉱物資源が豊富で、特に歴史的バダフシャーン地方（現バダフシャーン州）のサリ・サング鉱山から産出する「ラピスラズリ」が特に有名である。その他、「ルビー」（実際にはスピネル）や金などもある。さらに、バクトリアの中でも北方の遊牧民の領域と接している地点で、特に中国との交易に重要な場所だった。

## バクトリアのギリシア都市
様々な工芸品や建築物が見つかっており、東洋の影響を受けた高度なヘレニズム文化があったことを示している。ヘレニズムの都市の特徴を全て備えており、ギリシア様式の劇場、ギュムナシオン、コロネードに囲まれた中庭のあるギリシア様式の住居などがあった。アイ・ハヌムは1.5平方キロメートルの広さの大きなギリシア都市であり、セレウコス朝とグレコ・バクトリア王国の主要な都市だった。また、紀元前145年ごろにグレコ・バクトリア王国のエウクラティデス1世が亡くなったころ、この都市は破壊され、その後二度と再建されなかった。

### 建築物

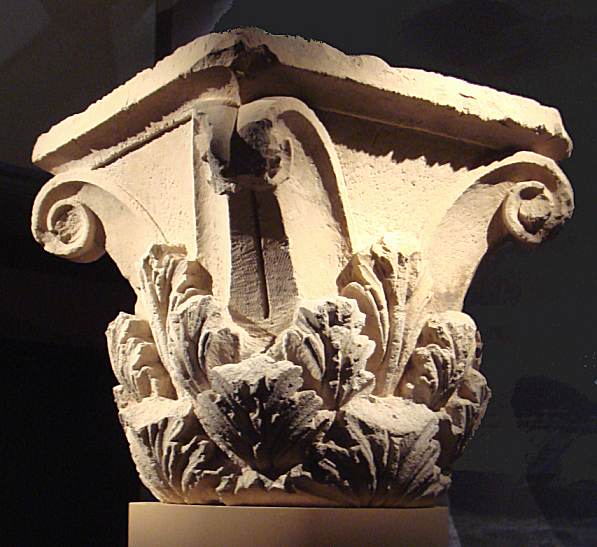
アイ・ハヌムで見つかった紀元前2世紀ごろのコリント式柱頭。アフマド・シャー・マスードがその地に要塞を築いた際に発見した。

調査団は様々な構造を発掘した。その一部は完全はヘレニズム様式で、一部はペルシア建築の影響を示している。
- 長さ2マイルの城壁が都市の周囲を囲んでいた。
- 塔（底辺が20m×11m、高さが10m）と城壁からなる要塞が中央の60mほどの高さの丘に建っていた。
- 直径84mの円形劇場があった。座席は35列あり、4千人から6千人を収容可能。支配者のための3つの特別席があった。同時代の他の円形劇場と比べると、バビロンのものより大きく、エピダウロスのものより若干小さい。
- グレコ・バクトリア王国の巨大な宮殿は、ペルシアの宮殿の様式をやや思わせる様式である。
- 遺跡内で最大の建物は100m×100mのギュムナシオンである。ヘルメースとヘーラクレースへのギリシア語の献辞が柱の一つに彫ってあった。献呈者の名としてギリシア風の名前が2つある（Triballos と Strato）。
- 都市の内外に様々な神殿がある。城壁内の最大の神殿にはゼウスの座像があるが、その様式はゾロアスター教風になっている。ギリシア建築のように円柱を多用した開放的な建築ではなく、壁で覆われている。
- マケドニアの太陽、アカンサス模様、動物（カニ、イルカなど）を描いたモザイクが見つかっている。
- コリント式の円柱が多数見つかっている。

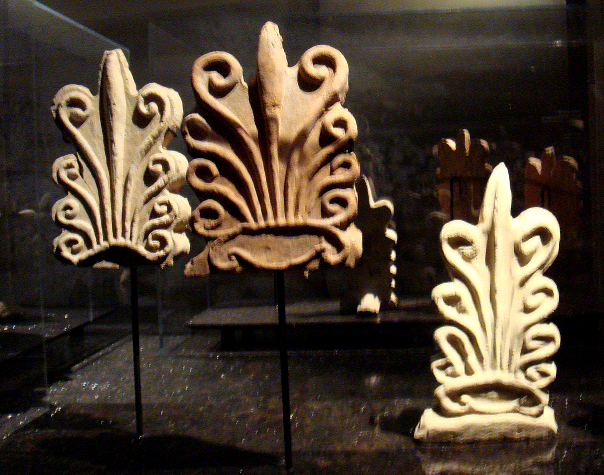
アイ・ハヌムで出土したアンテフィクサ（軒飾り）
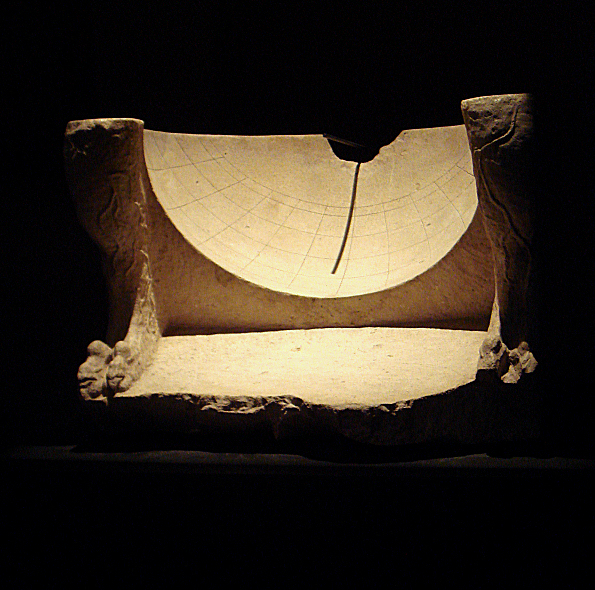
ライオンの足の彫刻の間の日時計

### 彫刻

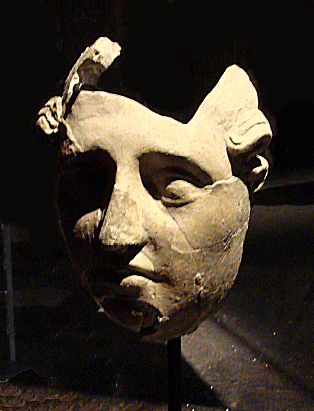
アイ・ハヌムで出土した紀元前2世紀ごろの化粧しっくい製の顔面

様々な彫刻の断片も出土しており、同時期の地中海での発展した様式よりも若干古い伝統的様式の彫刻が多い。
特に、素晴らしいギリシア様式の巨大な足の部分が見つかっており、全高5mから6mの彫像の一部と推定されている（神殿を支えていた円柱の高さに合わせて座った形の像だったと思われる）。その足が履いているサンダルがゼウスの雷のシンボルを備えていることから、その像はオリンピアのゼウス像を小さくしたものと考えられる。
他にも次のような彫像の部分が見つかっている。
- やや古風なキトーンを着た女性の彫像
- 化粧しっくいで形成された男性の顔
- リースを持つ若者の未完成の彫像
- ギリシアの料理人奴隷を表したガーゴイルの頭部
- ヘルメースと思われるクラミスを着用した裸の男性のフリーズ
- ギュムナシオンで出土した、そのギュムナシオンの責任者と思われる男性のヘルマ風の像。左手に長い棒を持っていたと思われ、それが役職を表していたと考えられる。

アイ・ハヌム周辺には彫刻に適した石が少なかったため、木の骨組みに粘土や化粧しっくいを盛っていく塑像が多く、その技法が中央アジアからさらに東へと広まっていき、特に仏教美術でよく見られるようになった。場合によっては手足だけを大理石で作っている。

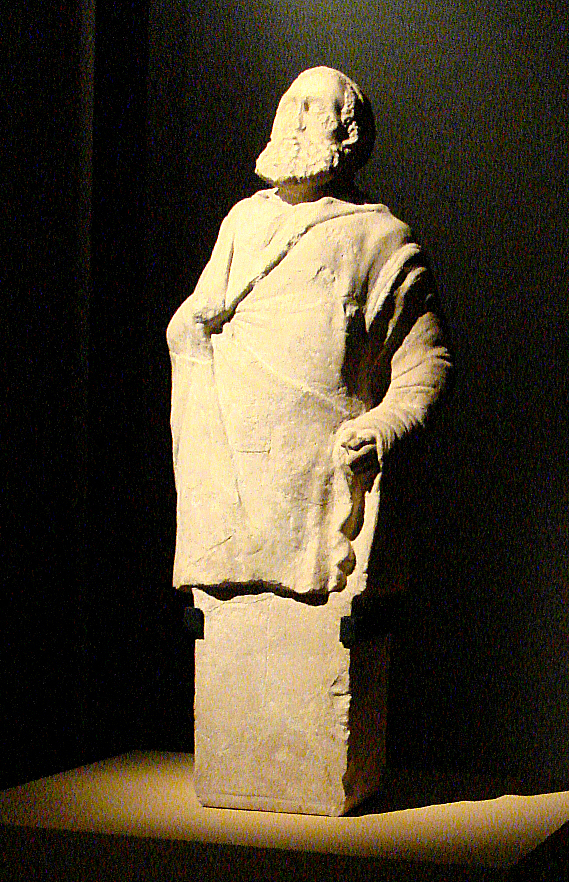
老人の像（紀元前2世紀）
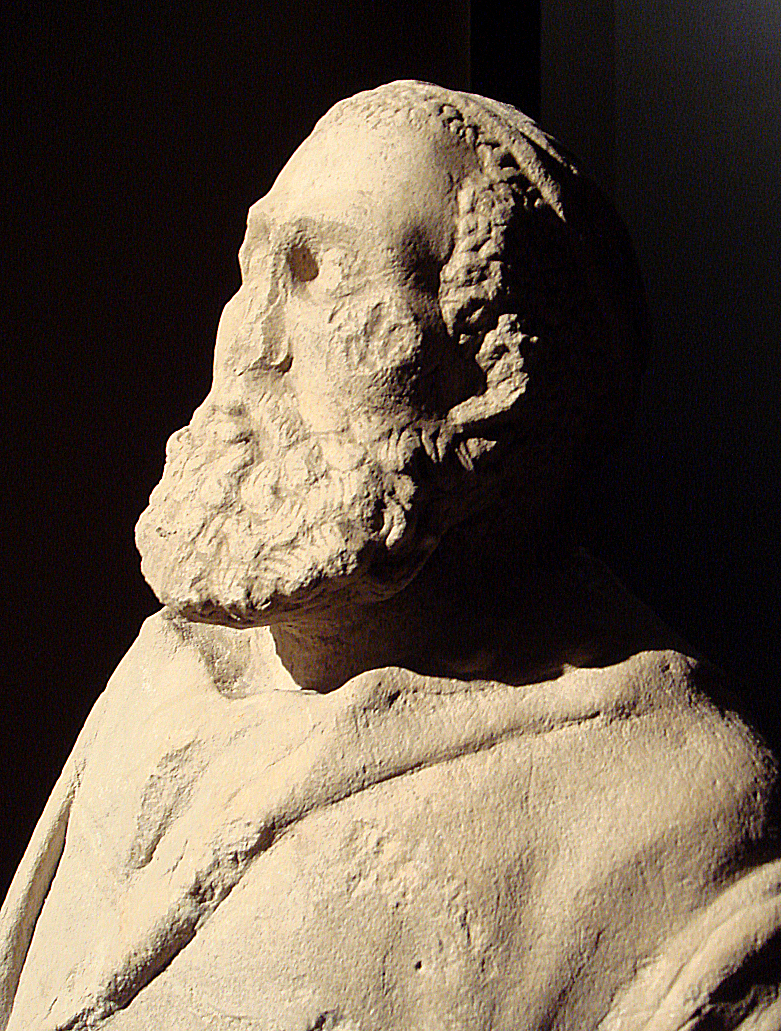
左の像の上半身アップ
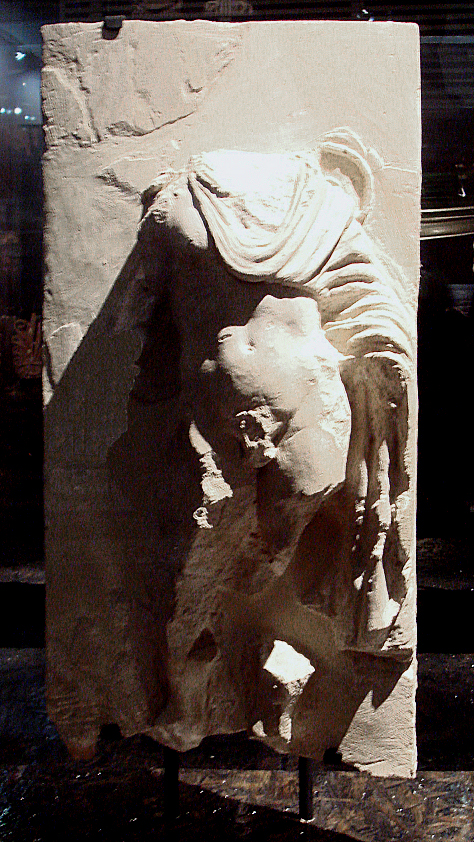
クラミスを着用した裸の男の彫刻（紀元前2世紀）
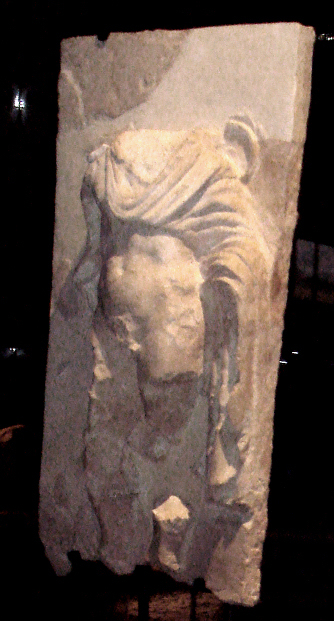
同じ彫刻を斜めから見た写真
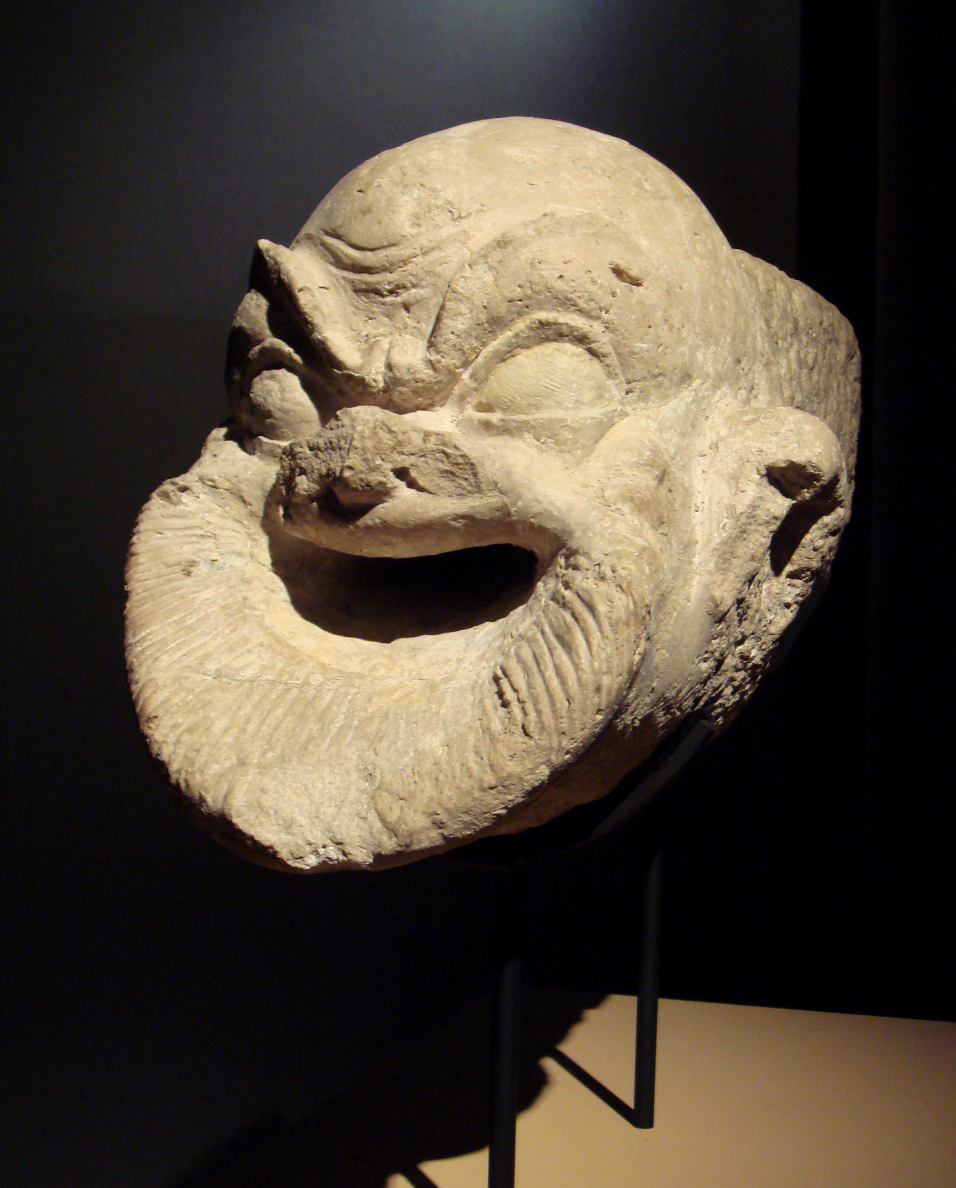
ヘレニズム様式のガーゴイル（紀元前2世紀）

### 金石文
アイ・ハヌムでは、現地語化していない古代ギリシア語の金石文も多数見つかっている。
- 紀元前300年から紀元前250年のものとされる Kineas というギリシア人のものと判明している墓の墓標には、次のようなデルポイの格言が刻まれていた。Kineas はギリシア人入植地の oikistes（創設者）だという記述もある。

"Païs ôn kosmios ginou （子供のころは、よく学び）
hèbôn enkratès, （若いころは、感情の制御を学び）
mesos dikaios （中年のころは、正しくあり）
presbutès euboulos （老いては、よき助言を与え）
teleutôn alupos. （死に際して、後悔はない）"
（アイ・ハヌムの碑文）
この格言は Clearchos というギリシア人がデルポイから複写してそこに記したと碑文にあり、この Clearchos はアリストテレスの弟子 Clearchus of Soli の可能性もある。

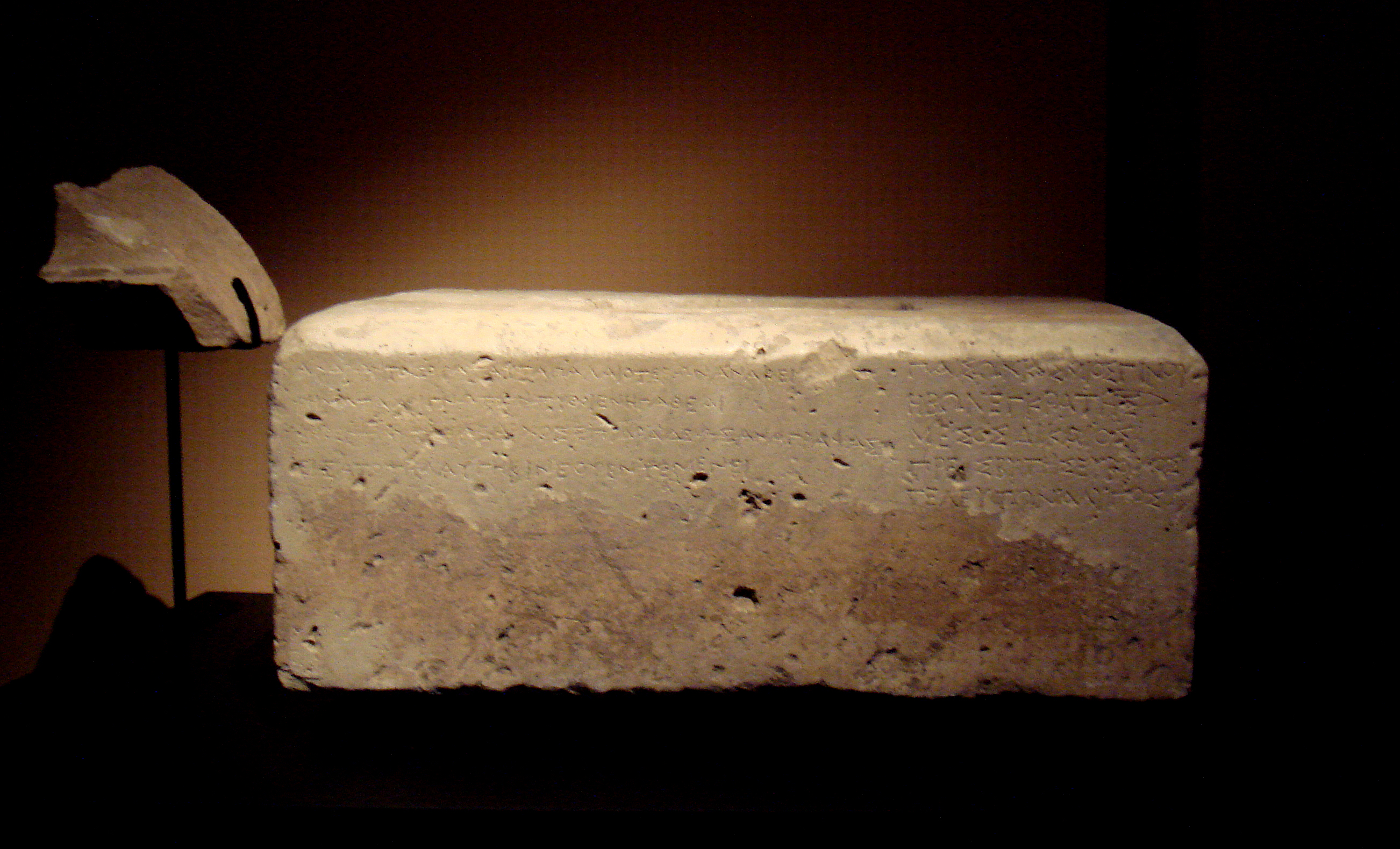
上の碑文が刻まれている Kineas の墓石（紀元前2世紀）

- パピルスが薄いレンガの壁に押し付けられ、書かれた内容がそこに転写されたものが出土している。内容は、イデア論についての未知の哲学的な問答であり、クセノクラテスと別の哲学者の問答を記したものではないかと考えられている[3]。
- 宮殿の宝物庫からも様々なギリシア語の金石文が見つかっている。それらは様々な壷の中身やそれを担当している管理者の名前を記したものである。そこに表れている管理者の階層は地中海のギリシア地域と同じである。書かれている名前から、宝物庫の管理者はギリシア人だったが、下級の管理者にはバクトリア人もいたことがわかる[4]。承認者の名はギリシア人（Kosmos, Isidora, Nikeratos など）だが、マケドニア人またはトラキア人と思われる名が1つ (Lysanias)、バクトリア人の名が2つ (Oxuboakes, Oxubazes) ある。

次の文章は、その宝物庫にあったオリーブオイルの壷の預り証（ギリシア語）を英語に翻訳したものである。
"In the year 24, on ....;
an olive oil (content);
the partially empty (vase) A (contains) oil transferred from
two jars by Hippias
the hemiolios; and did seal:
Molossos (?) for jar A, and Strato (?) for jar B (?)" 
これらの壷は計算によると紀元前147年まであった。このことからアイ・ハヌムはその直後に破壊されたことが示唆される。

### その他の遺物

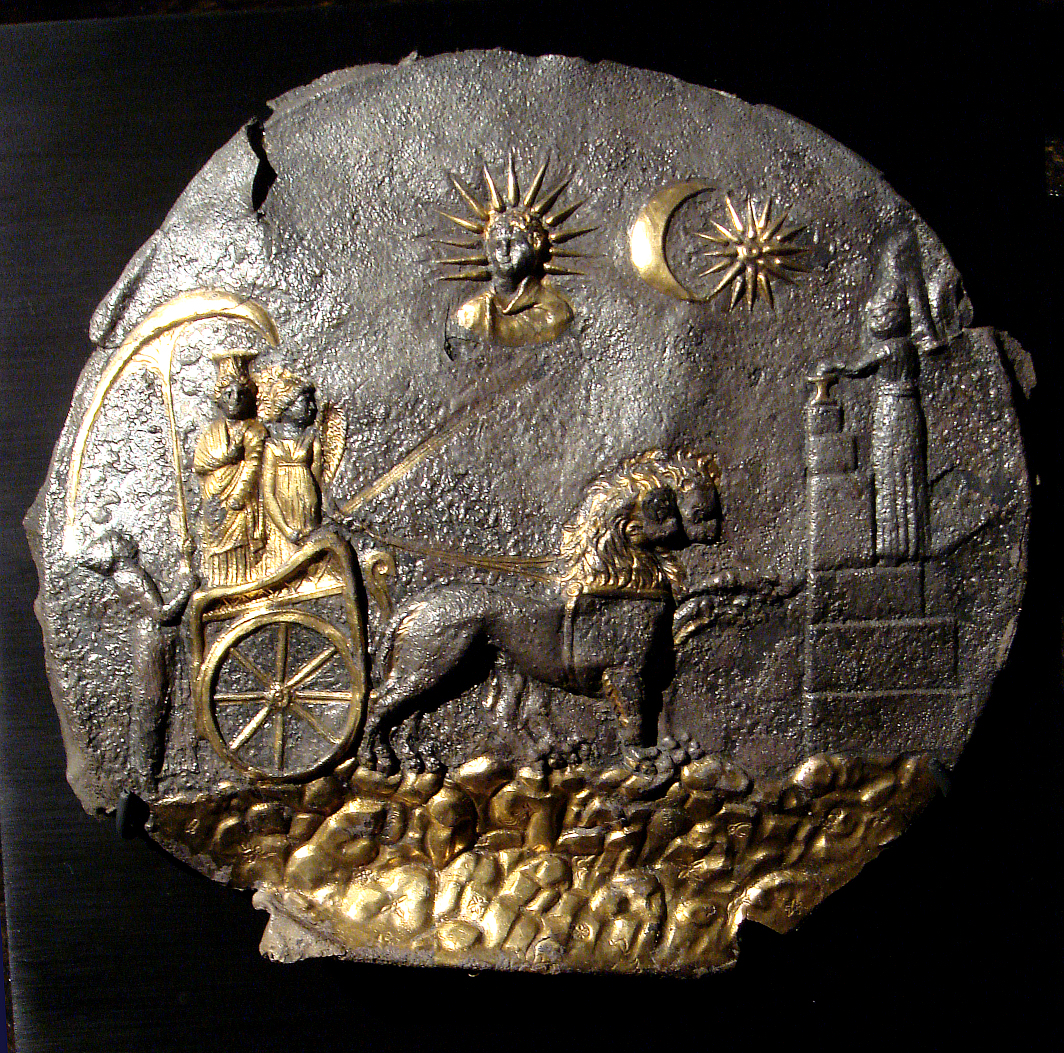
獅子に牽かれたキュベレー、奉納された生贄、太陽神を描いたプレート（紀元前2世紀）

エウクラティデス1世の時代までのグレコ・バクトリア王国の硬貨が多数出土しているが、それ以降の貨幣は見つかっていない。Agathocles とヒンズーの神々を描いた珍しい硬貨も出土している。ヴェーダの神々を描いた最古の硬貨とされており、ヴィシュヌの初期のアヴァターラ、バララーマ-シェーシャ、ヴァスデーヴァ-クリシュナなどが描かれている。これらはグレコ・バクトリア王国が北インドを侵略していた証拠と考えられる。
他にも以下のような遺物が出土している。
- 戦車に載ったキュベレーと炎の祭壇が描かれ、上にヘーリオスが描かれた、丸い浮き彫りのプレート
- ほぼ完全な形のヘーラクレースのブロンズ像
- 宝石や金を使ったアクセサリ
- 宝物庫から見つかったインドの工芸品。エウクラティデスが遠征の際に持ち帰ったものと推測される。
- アフロディーテの座像の形をした洗面所用トレイ
- 髭をたくわえ王冠をかぶった中年男性の浮き彫り

日時計、インク壷、食器などの各種出土品から、日常生活はギリシア風だったことがわかる。

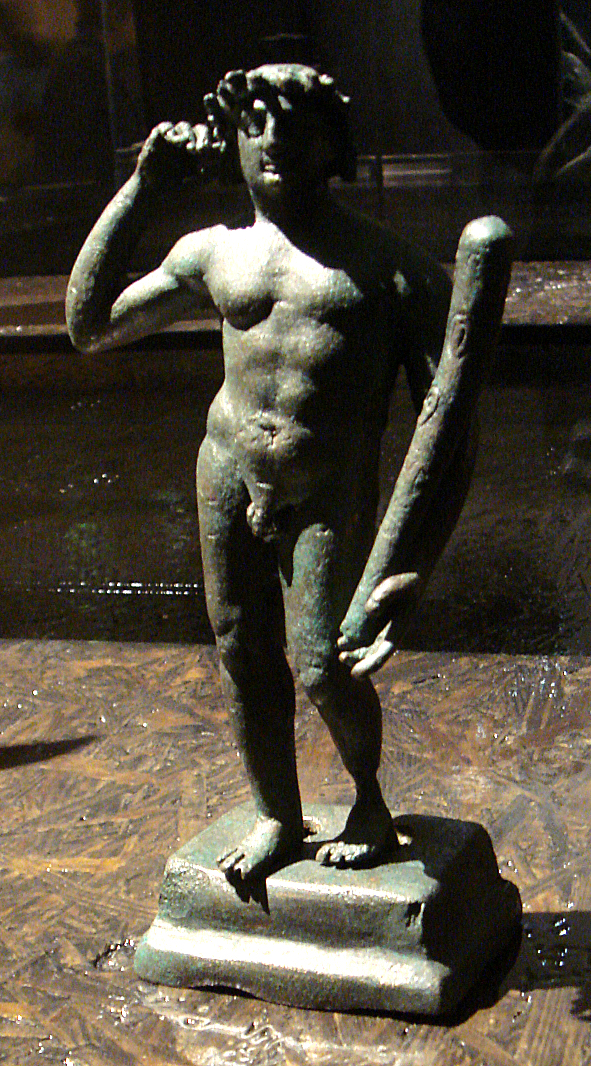
ヘーラクレースのブロンズ像（紀元前2世紀）
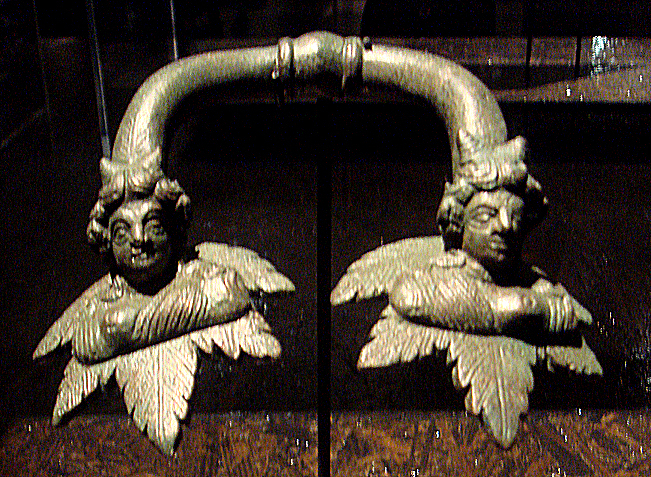
2人の女性の胸像のついた腕輪（紀元前2世紀）
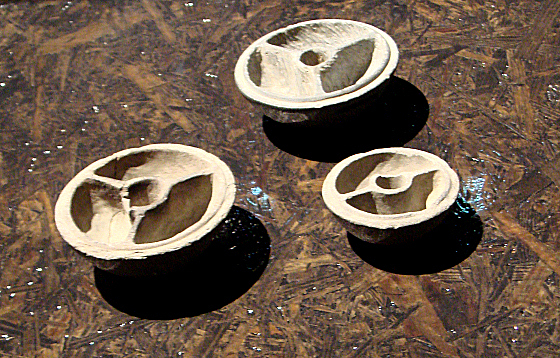
石製容器（紀元前3世紀から紀元前2世紀）

## 地中海との交易
アイ・ハヌムからオリーブ・オイルのつぼが見つかっており、地中海からオリーブ・オイルを輸入していたことがわかる。当時、オリーブを栽培していたのはエーゲ海沿岸やシリアだけだった。したがって、地中海方面との陸路の交易路が存在していたことが示唆される。

## インドとの関係

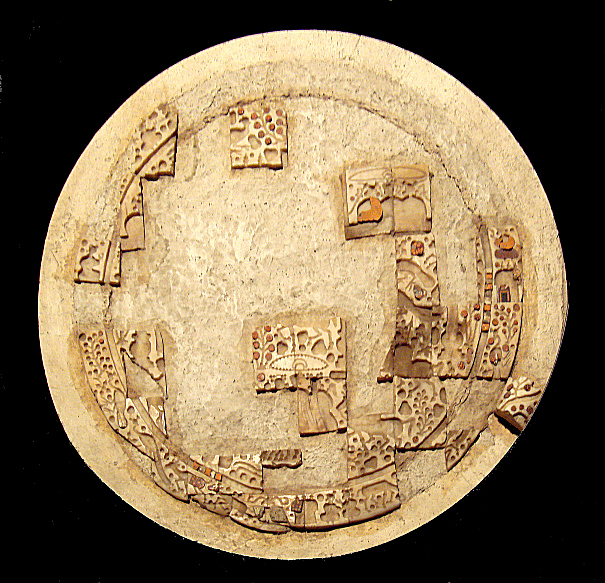
アイ・ハヌムで見つかったインド様式の皿。Kuntalaの神話を描いたものと言われている。

ヒンドゥークシュ山脈までのアフガニスタン南部は、紀元前305年ごろからマウリヤ朝の領土であり、デメトリオス1世が紀元前180年に再征服するまでその状態が続いた。アイ・ハヌムはインド側領土からほんの数キロの地点にあり、1世紀以上の間インドの玄関口となっていた。
アイ・ハヌムからは、インドで作ったと思われる遺物もいくつか出土しており、特にKuntalaのインド神話を描いたとされる貝殻で作られ様々な素材と色を象嵌されたプレートが有名である。

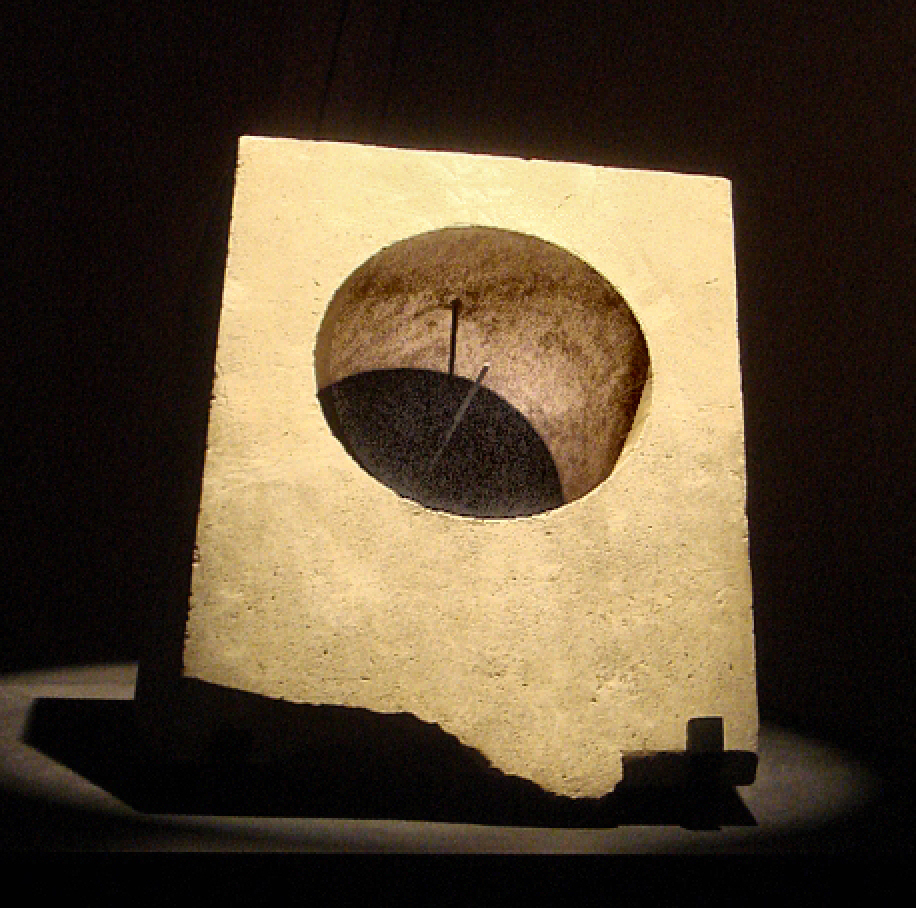
アイ・ハヌムで出土したウッジャインの緯度に合わせて調整された赤道式日時計（紀元前3世紀から紀元前2世紀）

リグ・ヴェーダの神々の像を描いたギリシア風貨幣も出土している。
また、ウッジャインの緯度にあわせた赤道式日時計などの各種日時計も出土しており、マウリヤ朝との交流、さらにはインド・グリーク朝の拡大の中でインドの天文学も伝わっていたことも示唆されている。

## 貨幣

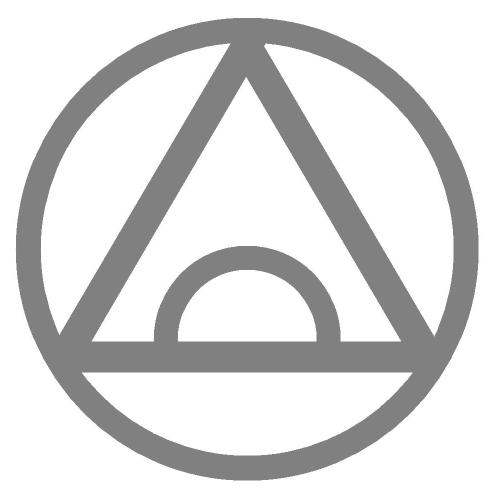
アイ・ハヌムで出土したレンガにあったシンボル

アイ・ハヌムには独自のシンボルがあった（基本的には三角形の中に丸があり、若干のバリエーションがある）。最古の建物のレンガにそのシンボルが刻まれている。
同じシンボルはセレウコス朝の硬貨にも使われており、それらはアイ・ハヌムで鋳造されていた可能性がある。セレウコス朝の硬貨はこれまでほとんどがバクトラで鋳造されたと考えられていたが、最近ではアイ・ハヌムで鋳造された貨幣の方が多いとも言われている。
アイ・ハヌムで出土した貨幣はセレウコス朝時代のものに始まり、エウクラティデスの時代で突然終わっている。つまり、彼の治世の終わりと共にこの都市が征服されたことを示している。

## 遊牧民の侵略
北方の遊牧民（スキタイと月氏）がオクサス（アムダリヤ川）を渡ってバクトリアに侵入したのは紀元前135年ごろである。月氏の侵略に続く紀元前130年から120年にアイ・ハヌムは放棄されたとみられる。主要な建物には大規模な火災の痕跡がある。最後のグレコ・バクトリア王ヘリオクレスは紀元前125年ごろ、都をバルフからカーブルの谷に移した。アイ・ハヌムではヘリオクレスの硬貨が見つかっておらず、この都市がエウクラティデスの治世の最後に破壊されたことを示唆している。インド・グリーク朝の下で紀元10年ごろまでギリシア人がインド北部の各地を支配し続けたが、インド＝スキタイ族に征服された。そのわずか数十年後、月氏によるクシャーナ朝が起こり、北インドに領土を拡大していった。
ベグラムやハッダの遺跡と同様、アイ・ハヌムの遺跡も長引くアフガニスタン紛争によって略奪と破壊が横行している。

## 重要性

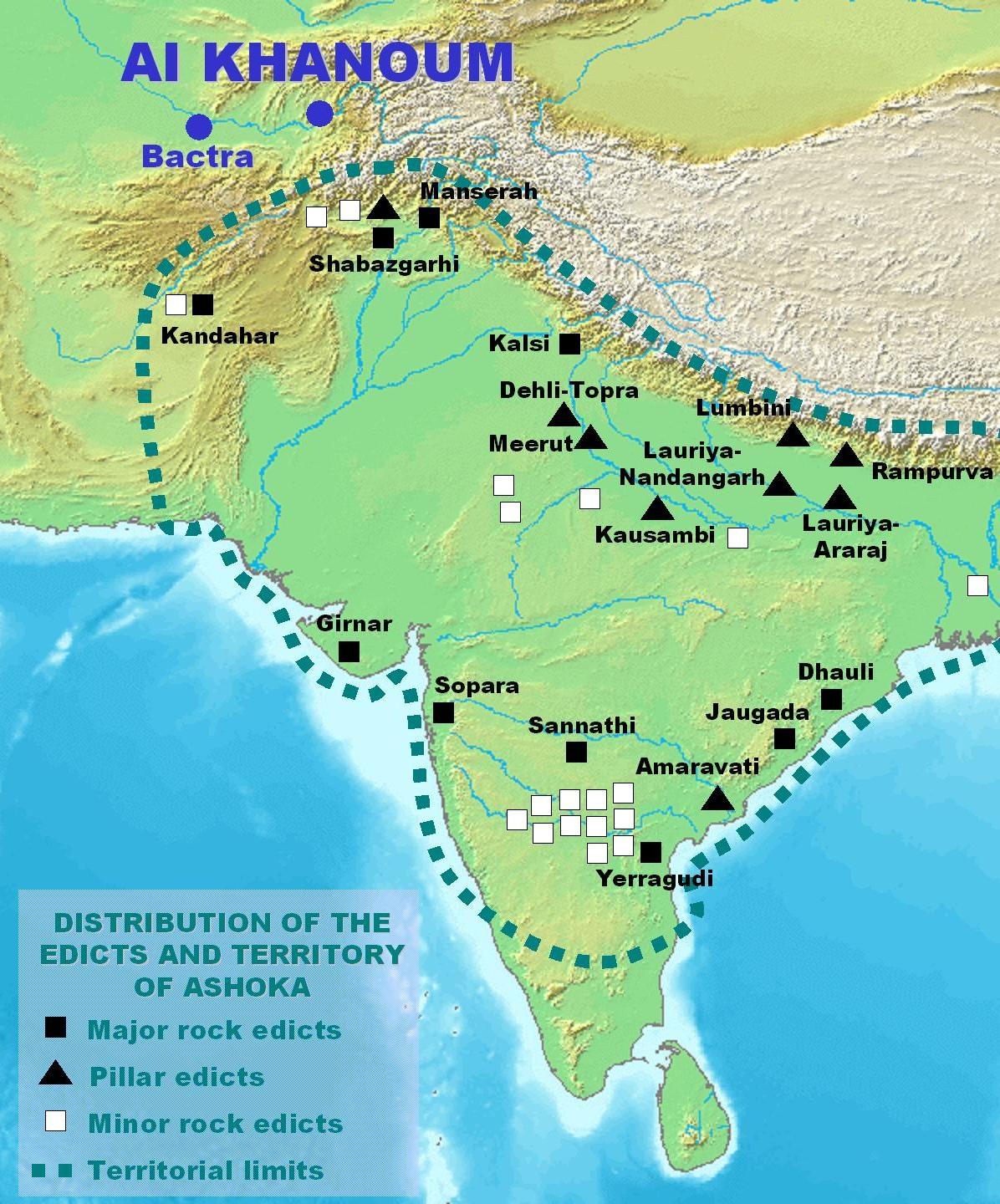
アイ・ハヌムはインドの玄関口にあたる。

アイ・ハヌムの出土品はグレコ・バクトリア王国とインド・グリーク朝の文明を示す遺物として重要であり、それまでは硬貨以外にそれら文明の痕跡は見つかっていなかった。そのため「バクトリアの幻影」とまで言われていた。
この発見によってギリシアが東洋に与えた影響に新たな視点が与えられ、仏教美術へのギリシアの影響が再確認された。
アイ・ハヌムから出土したとされるほぼ実物大の深緑色のガラス製ファルスなど、数々の出土品はスイス・アフガニスタン研究所の所長 Paul Bucherer-Dietschi がスイスで数年間保管していたが、現在はカーブル博物館に返還されている。